# Константин Михайлов
Константин Михайлов Михайлов е български офицер, генерал-майор от кавалерията, участник в Сръбско-българската (1885), командир на 9-и конен полк през Балканската (1912 – 1913) и Междусъюзническата война (1913), командир на 1-ви конен полк и на 1-ва конна бригада през Първата световна война (1915 – 1918). Произхожда от пиротска фамилия, известна с родовото име Клубче и оставя ценни подробности от възрожденското минало на родния си град Пирот.

## Биография
Константин Михайлов е роден на 21 май 1864 г. в Пирот, Османска империя. Включва се в изселническа вълна от жители на града, които го напускат след отпъстапването на Пиротско на Княжество Сърбия в резултат на Берлинския договор. Постъпва във Военното на Негово Княжеско Височество училище и трябва да завърши с випуска през 1886 г., но избухва Сръбско-българската война (1885) и поради мобилизацията юнкерите от втория специален клас, сред които е и Константин Михайлов на 9 септември 1885 г. са произведени в чин войскови портупей-юнкер и изпратени в полковете, където на 13 септември войскови портупей-юнкер Михайлов е произведен в чин подпоручик. На 7 юни 1888 г. е произведен в чин поручик, през 1892 г. в чин капитан, през 1901 г. в чин майор а на 21 декември 1906 г. в чин подполковник. Служи в 3-ти кавалерийски дивизион.
В периода от март 1906 до май 1907 г. подполковник Михахйлов командва 2-ри конен на Н. Ц. В. Княгиня Мария Луиза полк, след което до 11 април 1910 г. командва 5-и конен полк, а на 1 май 1910 е назначен за командир на 9-и конен полк. През 1912 г. е произведен в чин полковник, като командва 9-и конен полк и през Балканската (1912 – 1913) и Междусъюзническата война (1913). На тази длъжност е официално до 28 февруари 1915 година, като на 9 февруари е уволнен от служба, но по-късно е върнат на служба във връзка с мобилизацията за войната.
По време на Първата световна война (1915 – 1918) полковник Константин Михайлов първоначално командва 1-ви конен полк (11 септември 1915 – 12 ноември 1915), след което е командир на 1-ва конна бригада (12 ноември 1915 – 1 ноември 1916).
На 31 декември 1935 г. е произведен в чин генерал-майор.

## Свидетелства
Ген. Михайлов доживява българското управление на родния си край по време на Втората световна война. Тогава в Поморавието се разпространява в. Български запад. Изданието помества материал, посветен на пълководеца, в който той разкрива любопитни подробности от историята на Пирот през Възраждането.
От спомените му става ясно, че на големи празници в Пирот екзархийските владици от Нишавска епархия влизали на църковна служба яхнали кон, придружени от заптии, чиито началник тогава се казвал Мица Квачкин. За паспортите в града отговарял Алекса Пашапорчия. Старият пиротчанин описва празника на Св. св. Кирил и Методий като масов и особено тържествен. По този случай били устройвани излети в местността Цинцин кладенец. Насъбралото се множество се веселяло и играело хора под акомпанимента на музиканти-кларинетисти, поканени там нарочно заради празника чак от Копривщица.
Изброените от ген. Михайлов местни учители включват Коце Григориев, Пантелей (Пота) Панчов, Симеон Христов, Георги Рогожаров, Елисей Манов, Георги Табаков (учител), Георги Мечконев, Алекси Христов, Георги Панов, Никола Петков, Кръстьо Бахчеванов, Кръстьо Киров, свещеника Коца Рангелов, всички български наставници родом от Пирот. Според стария пиротчанин сръбският бил неразбираем за децата в тогавашните пиротски училища. Това довело до комични сцени при учителя Киро Илич, който за краткия си престой в Пирот не само натрупал дългове, но опитал безуспешно да въведе сръбския език в местното просветно дело и бил изгонен. Според ген. Михайлов в годините преди Берлинския конгрес единствените училища в Пирот са българските.

## Военни звания
- Подпоручик (13 септември 1885)
- Поручик (7 юни 1888)
- Капитан (1892)
- Майор (1901)
- Подполковник (31 декември 1906)
- Полковник (1912)
- о. з. Генерал-майор (31 декември 1935)

## Образование
- Военно на Негово Княжеско Височество училище (до 1885)